# Sterling Heights, Michigan
Sterling Heights, Michigan là một thành phố thuộc quận Macomb trong tiểu bang Michigan, Hoa Kỳ. Thành phố có tổng diện tích  km², trong đó diện tích đất là  km². Theo điều tra dân số Hoa Kỳ năm 2010, thành phố có dân số 129.699người.
Sterling Heights là một trong các vùng ngoại ô cốt lõi của Detroit. Đây là khu ngoại ô lớn thứ hai trong Metro Detroit, và thành phố lớn thứ tư ở Michigan.
Theo Cục Điều tra Dân số Hoa Kỳ, thành phố có tổng diện tích 36,7 dặm vuông (95  km²), trong đó, 36,6 dặm vuông (95  km²) của nó là đất và 0,1 dặm vuông (0,26  km²) của nó (0,14%) là nước.
Sterling Heights là một phần của lưu vực sông Clinton, và các chi lưu của dòng sông qua nó.